# Distribució (geometria diferencial)
En geometria diferencial, dins de les matemàtiques, una distribució en una varietat {\displaystyle M} és una assignació {\displaystyle x\in M\mapsto \Delta _{x}\subseteq T_{x}M} de subespais vectorials a cada punt de la varietat, satisfent certes propietats. En les situacions més habituals, s'assumeix que una distribució és un subfibrat vectotrial del fibrat tangent {\displaystyle TM}.
Les distribucions que satisfan una condició addicional d'integrabilitat donen lloc a foliacions, és a dir, particions de la varietat en subvarietats més petites. Aquestes nocions tenen diverses aplicacions en molts camps de les matemàtiques, per exemple: sistemes integrables, geometria de Poisson, geometria no commutativa, geometria subriemanniana, topologia diferencial,...
Tot i que comparteixin el mateix nom, les distribucions presentades en aquest article no tenen res a veure amb les distribucions en el sentit de generalitzacions de funcions en el camp de l'anàlisi.

## Definició
Sigui {\displaystyle M} una varietat suau; una distribució (suau) {\displaystyle \Delta } assigna a cada punt {\displaystyle x\in M} un subespai vectorial {\displaystyle \Delta _{x}\subset T_{x}M} suaument. Més precisament, {\displaystyle \Delta } consisteix en una col·lecció {\displaystyle \{\Delta _{x}\subset T_{x}M\}_{x\in M}} de subespais vectorials amb la següent propietat: al voltant de qualsevol {\displaystyle x\in M} existeix un veïnat {\displaystyle N_{x}\subset M} i una col·lecció de camps vectorials suaus en tal veïnat, {\displaystyle X_{1},\ldots ,X_{k}\in {\mathfrak {X}}(N_{x})}, tals que, per a qualsevol punt {\displaystyle y\in N_{x}}, span{\displaystyle \{X_{1}(y),\ldots ,X_{k}(y)\}=\Delta _{y}.}
Tal conjunt de camps vectorials suaus locals{\displaystyle \{X_{1},\ldots ,X_{k}\}} també es denomina base local de {\displaystyle \Delta }. Noti's que, en principi, el nombre {\displaystyle k} pot ser diferent per a diferents veïnats. La notació {\displaystyle \Delta } s'utilitza per a denotar tant l'assignació {\displaystyle x\mapsto \Delta _{x}} com el subconjunt {\displaystyle \Delta =\amalg _{x\in M}\Delta _{x}\subseteq TM}.

### Distribucions regulars
Donat un enter {\displaystyle n\leq m=\mathrm {dim} (M)}, una distribució suau {\displaystyle \Delta } en {\displaystyle M} s'anomena regular de rang {\displaystyle n} si tots els subespais {\displaystyle \Delta _{x}\subset T_{x}M} tenen la mateixa dimensió. Localment, això equival a demanar que cada base local estigui donada per {\displaystyle n} camps vectorials linealment independents.
De manera més compacta, una distribució regular és un subfibrat vectorial {\displaystyle \Delta \subset TM} de rang {\displaystyle n} (aquesta és en realitat la definició més usada habitualment). Les distribucions de rang {\displaystyle n} en ocasions reben el nom de {\displaystyle n}-distribucions planes i, quan {\displaystyle n=m-1}, es parla de distribucions hiperplanes.

## Classes especials de distribucions
A no ser que s'indiqui el contrari, per "distribució" es fa referència a una distribució regular suau (en el sentit introduït anteriorment).

### Distribucions involutives
Donada una distribució {\displaystyle \Delta }, les seves seccions consisteixen en els camps vectorials que són tangents a {\displaystyle \Delta \subset TM}, i formen un subespai vectorial {\displaystyle \Gamma (\Delta )\subseteq \Gamma (TM)={\mathfrak {X}}(M)} de l'espai de tots els camps vectorials suaus en {\displaystyle M}. Una distribució {\displaystyle \Delta } és involutiva si {\displaystyle \Gamma (\Delta )\subseteq {\mathfrak {X}}(M)} i és també una subàlgebra de Lie: en altres paraules, per a dos camps vectorials qualssevol {\displaystyle X,Y\in \Gamma (\Delta )\subseteq {\mathfrak {X}}(M)}, el corxet de Lie {\displaystyle [X,Y]} pertany a {\displaystyle \Gamma (\Delta )\subseteq {\mathfrak {X}}(M)}.
Localment, aquesta condició significa que per a cada punt {\displaystyle x\in M} existeix una base local {\displaystyle \{X_{1},\ldots ,X_{n}\}} de la distribució en un veïnat de {\displaystyle x} tal que, per a tot {\displaystyle 1\leq i,j\leq n}, el corxet de Lie {\displaystyle [X_{i},X_{j}]} està en l'espai generat per (span de) {\displaystyle \{X_{1},\ldots ,X_{n}\}}, és a dir {\displaystyle [X_{i},X_{j}]} és una combinació lineal de {\displaystyle \{X_{1},\ldots ,X_{n}\}.}
Les distribucions involutives són un ingredient fonamental en l'estudi dels sistemes integrables. Una idea relacionada apareix en la mecànica hamiltoniana: dues funcions {\displaystyle f} i {\displaystyle g} en una varietat simplèctica es diu que estan en involució mútua si el seu parèntesi de Poisson s'anul·la.

### Distribucions integrales i foliacions
Una (sub)varietat integral per a una distribució {\displaystyle \Delta } de rang {\displaystyle n\leq m=dim(M)} és una subvarietat {\displaystyle N\subset M} de dimensió {\displaystyle n} tal que {\displaystyle T_{x}N=\Delta _{x}} per a cada {\displaystyle x\in N}. Una distribució rep el nom d'integrable si per a tot punt {\displaystyle x\in M} hi ha una varietat integral a la qual pertanyi.
És senzill veure que qualsevol distribució integrable és automàticament involutiva. El contrari és menys trivial però també és cert; un resultat que es coneix com teorema de Frobenius. Localment, la integrabilitat significa que per a cada punt {\displaystyle x\in M} existeix una carta, {\displaystyle (U,\{\chi _{1},\ldots ,\chi _{m}\})}, tal que, per a cada {\displaystyle y\in U}, l'espai {\displaystyle \Delta _{y}} és generat pels vectors coordenats {\displaystyle {\frac {\partial }{\partial \chi _{1}}}(y),\ldots ,{\frac {\partial }{\partial \chi _{n}}}(y)} i els fulls {\displaystyle \{y\in U:\chi _{i}(y)=0\ ,\ \forall i>n\}\subseteq U} són varietats integrables de {\displaystyle \Delta }.
Donada una foliació de {\displaystyle M}, és relativament senzill de demostrar que els espais tangents als fulls de la foliació donen lloc a una distribució involutiva. Recíprocament, tota distribució involutiva determina una foliació els fulls de la qual són precisament les subvarietats integrals connexes i maximals de tal distribució. Aquest darrer enunciat es coneix com teorema global de Frobenius.

### Distribucions dèbilment regulars
Donada qualsevol distribució {\displaystyle \Delta \subseteq TM}, consideri's la seva bandera de Lie associada (tingui's en compte que alguns autors utilitzen una graduació decreixent negativa en el seu lloc):
{\displaystyle \Delta ^{(0)}\subseteq \Delta ^{(1)}\subseteq \ldots \subseteq \Delta ^{(i)}\subseteq \Delta ^{(i+1)}\subseteq \ldots } , on {\displaystyle \Delta ^{(0)}:=\Gamma (\Delta )}, {\displaystyle \Delta ^{(1)}:=\langle [\Delta ^{(0)},\Delta ^{(0)}]\rangle _{{\mathcal {C}}^{\infty }(M)}} i {\displaystyle \Delta ^{(i+1)}:=\langle [\Delta ^{(i)},\Delta ^{(0)}]\rangle _{{\mathcal {C}}^{\infty }(M)}}.
En altres paraules, {\displaystyle \Delta ^{(i)}\subseteq {\mathfrak {X}}(M)} denota el conjunt de camps vectorials generats per la iteració i-èssima dels corxets de Lie dels elements en {\displaystyle \Gamma (\Delta )}.
En aquestes condicions, {\displaystyle \Delta } es diu dèbilment regular (o simplement regular segons alguns autors) si existeix una seqüència {\displaystyle \{T^{i}M\subseteq TM\}_{i}} de subfibrats vectorials niats tals que {\displaystyle \Gamma (T^{i}M)=\Delta ^{(i)}} (per tant {\displaystyle T^{0}M=\Delta }). Noti's que, en tal cas, la bandera de Lie associada s'estabilitza en un punt determinat {\displaystyle m\in \mathbb {N} }, ja que els rangs de {\displaystyle T^{i}M} estàn acotats superiorment per {\displaystyle \mathrm {rank} (TM)=\mathrm {dim} (M)}. La cadena d'enters {\displaystyle (\mathrm {rank} (\Delta ^{(0)}),\mathrm {rank} (\Delta ^{(1)}),\ldots ,\mathrm {rank} (\Delta ^{(m)}))} rep el nom de vector de creixement de {\displaystyle \Delta } .
Qualsevol distribució dèbilment regular té un fibrat vectorial graduat associat:{\displaystyle \mathrm {gr} (TM):=T^{0}M\oplus {\Big (}\bigoplus _{i=0}^{m-1}T^{i+1}M/T^{i}M{\Big )}\oplus TM/T^{m}M.}És més, el corxet de Lie dels camps vectorials dona lloc, per a qualsevol {\displaystyle i,j=0,\ldots ,m}, a un morfisme fibrat {\displaystyle {\mathcal {C}}^{\infty }(M)}-lineal:{\displaystyle \mathrm {gr} _{i}(TM)\times \mathrm {gr} _{j}(TM)\to \mathrm {gr} _{i+j+1}(TM)}, anomenat {\displaystyle (i,j)}-curvatura. En particular, la {\displaystyle (0,0)}-curvatura és idènticament nul·la si i només si la distribució és involutiva.
Enganxant les curvatures, s'obté un morfisme {\displaystyle {\mathcal {L}}:\mathrm {gr} (TM)\times \mathrm {gr} (TM)\to \mathrm {gr} (TM)}, també anomenat corxet de Levi, que fa {\displaystyle \mathrm {gr} (TM)} un fibrat d'àlgebres de Lie nilpotents; per aquesta raó, {\displaystyle (\mathrm {gr} (TM),{\mathcal {L}})} també es coneix com la nilpotenciació de {\displaystyle \Delta }.
El fibrat {\displaystyle \mathrm {gr} (TM)\to M}, no obstant això, en general no és localment trivial, ja que les àlgebres de Lie {\displaystyle \mathrm {gr} _{i}(T_{x}M):=T_{x}^{i}M/T_{x}^{i+1}M} no són isomorfes en variar el punt {\displaystyle x\in M}. Si això passa, la distribució dèbilment regular {\displaystyle \Delta } també rep el nom de regular (o fortament regular segons l'autor). Tingui's en compte que els noms (fortament, dèbilment) regulars que s'utilitzen aquí no tenen cap relació amb la noció de regularitat discutida anteriorment (que s'assumeix sempre), és a dir, que la dimensió dels espais {\displaystyle \Delta _{x}} sigui constant.

### Distribucions generadores de corxets
Una distribució {\displaystyle \Delta \subseteq TM} es denomina generadora de corxets (o no holonòmica, o es diu que satisfà la condició de Hörmander) si prendre un nombre finit de corxets de Lie d'elements en {\displaystyle \Gamma (\Delta )} és suficient per generar tot l'espai de camps vectorials en {\displaystyle M}. Amb la notació presentada anteriorment, tal condició es pot escriure com {\displaystyle \Delta ^{(m)}={\mathfrak {X}}(M)} per cert {\displaystyle m\in \mathbb {N} }; llavors es diu també que {\displaystyle \Delta } és generador de corxets en {\displaystyle m+1} passos, o que té profunditat {\displaystyle m+1}.
Clarament, la bandera de Lie associada d'una distribució generadora de corxets s'estabilitza en el punt {\displaystyle m}. Tot i ser dèbilment regular i ser generadora de corxets són dues propietats independents (vegin-se els exemples a continuació), quan una distribució satisfà ambdues propietats, el nombre enter {\displaystyle m} de les dues definicions és el mateix.
Gràcies al teorema de Rashevsky–Chow, donada una distribució generadora de corxets {\displaystyle \Delta \subseteq TM} en una varietat connexa, dos punts qualssevol en {\displaystyle M} poden estar units per un camí tangent a la distribució.

## Exemples de distribucions regulars

### Integrables
- Tot camp vectorial {\displaystyle X} en {\displaystyle M} defineix una distribució de rang 1 mitjançant {\displaystyle \Delta _{x}:=\langle X_{x}\rangle \subseteq T_{x}M}, la qual és integrable: la imatga de qualsevol corba integral {\displaystyle \gamma :I\to M} és una varietat integral.
- La distribució trivial de rang k en {\displaystyle M=\mathbb {R} ^{n}}, generada pels primers {\displaystyle k} camps vectorials coordenats, {\displaystyle {\frac {\partial }{\partial x_{1}}},\ldots ,{\frac {\partial }{\partial x_{k}}}}, és integrable i les varietats integrals venen donades per les equacions {\displaystyle \{x_{i}=c_{i}\}_{i=k+1,\ldots ,n}}, per a constants qualssevol {\displaystyle c_{i}\in \mathbb {R} }.
- En general, qualsevol distribució integrable/involutiva és dèbilmente regular (amb {\displaystyle \Delta ^{(i)}=\Gamma (\Delta )} per a tot {\displaystyle i}), però mai és generadora de corxets.

### No integrables
- La distribució de Martinet en {\displaystyle M=\mathbb {R} ^{3}} ve donada per {\displaystyle \Delta =\ker(\omega )\subseteq TM}, on {\displaystyle \omega =dy-z^{2}dx\in \Omega ^{1}(M)}; de manera equivalent, està generada pels camps vectorials {\displaystyle {\frac {\partial }{\partial x}}+z^{2}{\frac {\partial }{\partial y}}} i {\displaystyle {\frac {\partial }{\partial z}}}. És generadora de corxets des de {\displaystyle \Delta ^{(2)}={\mathfrak {X}}(M)}, però no es dèbilment regular: {\displaystyle \Delta ^{(1)}} té rang 3 pertot excepte en la superfície {\displaystyle z=0}.
- La distribució de contacte en {\displaystyle M=\mathbb {R} ^{2n+1}} ve donada per {\displaystyle \Delta =\ker(\omega )\subseteq TM}, on {\displaystyle \omega =dz+\sum _{i=1}^{n}x_{i}dy_{i}\in \Omega ^{1}(M)}; de manera equivalent, és generada pels campos vectorials {\displaystyle {\frac {\partial }{\partial y_{i}}}} i {\displaystyle {\frac {\partial }{\partial x_{i}}}+y_{i}{\frac {\partial }{\partial z}}}, per a {\displaystyle i=1,\ldots ,n}. Es tracta d'una distribució dèbilment regular, amb vector de creixement {\displaystyle (2n,2n+1)}. També és generadora de corxets, amb {\displaystyle \Delta ^{(1)}={\mathfrak {X}}(M)}. Així mateix, es poden definir estructures de contacte abstractes en una varietat {\displaystyle M^{2n+1}} com una distribució d'hiperplans que és màximalment no integrable, és a dir, està el més lluny possible de ser involutiva. Un anàleg del teorema de Darboux mostra que tal estructura té el model local únic descrit anteriorment.
- La distribució d'Engel en {\displaystyle M=\mathbb {R} ^{4}} ve donada per {\displaystyle \Delta =\ker(\omega _{1})\cap \ker(\omega _{2})\subseteq TM}, per {\displaystyle \omega _{1}=dz-wdx\in \Omega ^{1}(M)} i {\displaystyle \omega _{2}=dy-zdx\in \Omega ^{1}(M)}; de manera equivalent, està generada pels camps vectorials {\displaystyle {\frac {\partial }{\partial x}}+z{\frac {\partial }{\partial y}}+w{\frac {\partial }{\partial z}}} i {\displaystyle {\frac {\partial }{\partial w}}}. És dèbilment regular, amb vector de creixement {\displaystyle (2,3,4)} i també és generadora de corxets. Així mateix, es pot definir una estructura abstracta d'Engel en una varietat {\displaystyle M^{4}} amb una distribució dèbilment regular de rang 2 {\displaystyle \Delta \subseteq TM} tal que {\displaystyle \Delta ^{(1)}} té rang 3 i {\displaystyle \Delta ^{(2)}} té rang 4; Engel va demostrar que tal estructura té el model local únic descrit anteriorment.[4]
- En general, una estructura de Goursat en una varietat {\displaystyle M^{k+2}} és una distribució de rang 2 que és dèbilment regular i generadora de corxetes, amb un vector de creixement {\displaystyle (2,3,\ldots ,k+1,k+2)}. Per a {\displaystyle k=1} i {\displaystyle k=2} es recuperen, respectivament, distribucions de contacte en varietats tridimensionals i distribucions d'Engel. Les estructures de Goursat són localment difeomorfes a la distribució de Cartan dels feixos de jets {\displaystyle J^{k}(\mathbb {R} ,\mathbb {R} )} .

## Distribucions singulars
Una distribució singular, distribució generalitzada o distribució de Stefan-Sussmann, és una distribució suau que no és regular. Això significa que els subespais {\displaystyle \Delta _{x}\subset T_{x}M} poden tenir diferents dimensions i, per tant, el subconjunt {\displaystyle \Delta \subset TM} ja no és un subfibrat suau.
En particular, el nombre d'elements d'una base local que generi {\displaystyle \Delta _{x}} canviarà amb {\displaystyle x}, i aquests camps vectorials ja no seran linealment independents pertot. No és difícil veure que la dimensió de {\displaystyle \Delta _{x}} és semicontínua inferior, de manera que en aquests punts especials la dimensió és menor que en punts propers.

### Integrabilitat i foliacions singulars
Les definicions de varietats integrals i d'integrabilitat donades anteriorment s'apliqeun també al cas singular (eliminant el requisit de la dimensió fixa). No obstant això, el teorema de Frobenius no es cumpleix en aquest context i, en general, la involutivitat no és suficient per a la integrabilitat (existeixen contra-exemples en dimensions baixes).
Després de diversos resultats parcials, el problema de la integrabilitat per a distribucions singulars es va resoldre per complet mitjançant un teorema demostrat de forma independent per Stefan i Sussmann. Aquest teorema estableix que una distribució singular {\displaystyle \Delta } és integrable si i només si es compleixen les següents dues propietats:
- {\displaystyle \Delta } és generat per una família {\displaystyle F\subseteq {\mathfrak {X}}(M)} de camps vectorials;
- {\displaystyle \Delta } és invariant respecte tot {\displaystyle X\in F}, és a dir {\displaystyle (\phi _{X}^{t})_{*}(\Delta _{y})\subseteq \Delta _{\phi _{X}^{t}(y)}}, on {\displaystyle \phi _{X}^{t}} és el flux de {\displaystyle X}, {\displaystyle t\in \mathbb {R} } i {\displaystyle y\in \mathrm {dom} (X)}.

Similarment al cas regular, una distribució singular integrable defineix una foliació singular, que intuïtivament consisteix en una partició de {\displaystyle M} en subvarietats (les varietats integrals maximals de {\displaystyle \Delta }) de diferents dimensions.
La definició de foliació singular es pot precisar de diverses formes equivalents. En realitat, en la literatura hi ha una plêtora de variacions, reformulacions i generalitzacions del teorema de Stefan-Sussman, usant diferents nocions de foliacions singulares segons les aplicacions que es tinguin en ment, per exemple geometria de Poisson o geometria no conmutativa.

### Exemples
- Donada una acció de grup de Lie d'un grup de Lie sobre una varietat {\displaystyle M}, els seus generadors infinitesimals abarquen una distribució singular que és sempre integrable; els fulls de la foliació singular associada són precisament les òrbites de l'acció de grup. La distribució/foliació és regular si i només si l'acció és lliure.
- Donada una varietat de Poisson {\displaystyle (M,\pi )}, la imatge de {\displaystyle \pi ^{\sharp }=\iota _{\pi }:T^{*}M\to TM} és una distribució singular que és sempre integrable; els fulls de la foliació singular associades són precisament els fulls implèctics de {\displaystyle (M,\pi )}. La distribució/foliació és regular si i només si la varietat de Poisson és regular.
- En els sistemes dinàmics, una distribució singular sorgeix del conjunt de camps vectorials que commuten amb un donat.
- També hi ha exemple i aplicacion sen teoria del control, on la distribució generalitzada representa restriccions infinitesimals del sistema.